# حميراء (طائر)
الحميراء (الاسم العلمي: Phoenicurus) هي جنس من الطيور يتبع فصيلة خاطفات الذباب من رتبة العصفوريات.

## أنواع طائر الحميراء
- حميراء مألوفة
- حميراء دبساء
- حميراء المغرب
- حميراء خلانية
- حميراء صهباء الظهر
- حميراء زرقاء الرأس
- حميراء هودجسونية
- حميراء بيضاء الحنجرة
- حميراء شرقية
- حميراء بيضاء الجناح
- حميراء زرقاء الجبهة